# بيري غريغز
بيري غريغز (بالإنجليزية: Perry Griggs)‏ هو لاعب كرة قدم أمريكية أمريكي، ولد في 17 سبتمبر 1954 في لافاييت في الولايات المتحدة.